# Basketbol'nyj klub Nižnij Novgorod
Il B.K. Nižnij Novgorod è una società cestistica avente sede nella città di Nižnij Novgorod, in Russia. Fondata nel 2000, gioca nel campionato russo.

## Roster 2021-2022
Aggiornato al 20 luglio 2021.
|    | Naz.                   | Ruolo | Sportivo            | Anno | Alt. | Peso |  |
| -- | ---------------------- | ----- | ------------------- | ---- | ---- | ---- |  |
| 4  | Stati Uniti (bandiera) | P     | Speedy Smith        | 1993 | 191  | 82   |  |
| 5  | Russia (bandiera)      | AP    | Aleksandr Gan'kevič | 1995 | 201  | 101  |  |
| 8  | Russia (bandiera)      | AP    | Anton Astapkovič    | 1994 | 202  | 104  |  |
| 9  | Russia (bandiera)      | AP    | Il'ja Platonov      | 1998 | 201  | 95   |  |
| 10 | Russia (bandiera)      | AP    | Aleksandr Čadov     | 2001 | 202  | 99   |  |
| 13 | Russia (bandiera)      | G     | Dmitrij Chvostov    | 1989 | 190  | 78   |  |
| 15 | Russia (bandiera)      | C     | Stepan Gontar'      | 2002 | 212  | 105  |  |
| 19 | Russia (bandiera)      | P     | Ivan Strebkov       | 1991 | 192  | 84   |  |
| 21 | Russia (bandiera)      | AG    | Sergej Toropov      | 1989 | 205  | 98   |  |
| 30 | Russia (bandiera)      | AP    | Michail Belenickij  | 2002 | 202  | 97   |  |
| 44 | Russia (bandiera)      | G     | Evgenij Baburin     | 1987 | 189  | 93   |  |
|    | Serbia (bandiera)      | AG    | Nikola Jovanović    | 1994 | 211  | 107  |  |
|    | Russia (bandiera)      | PG    | Michail Kulagin     | 1994 | 191  | 90   |  |

### Staff tecnico
| Allenatore: | Zoran Lukić                              |
| Assistenti: | Aleksej Žukov, Sergej Kozin, Egor' Panov |

## Palmarès
- Coppa di Russia: 1

2022-2023